# Pertoltice u Frýdlantu
Pertoltice (deutsch Berzdorf) ist eine Gemeinde 6 km nördlich von Frýdlant (Friedland) in Tschechien. Sie gehört zum nordböhmischen Okres Liberec und liegt in 275 m ü. NN nördlich des Isergebirges an der Fernverkehrsstraße I/13 zwischen Frýdlant und Zawidów.

## Geschichte
Nach dem Mittelalter nahm Berzdorf unter den Friedländer Ortschaften eine außergewöhnliche Stellung ein, da es nicht der Friedländer Herrschaft unterstellt war, sondern direkt der Krone. Es ist jedoch nicht klar, wie diese Stellung zustande kam. Klar ist jedoch, dass Berzdorf am Ende des 14. und am Anfang des 15. Jahrhunderts zur Region Görlitz gehörte.
Während des Dreißigjährigen Krieges wechselten die Höfe vielfach ihren Besitzer, die dann wirtschaftlich verfielen. In den Jahren 1662–1665 wurde Graf Gallas der Besitzer der Höfe, die dann der Friedländer Herrschaft einverleibt wurden.
Im 19. Jahrhundert wurde Berzdorf in Oberberzdorf und Niederberzdorf geteilt. Das Ende des 18. Jahrhunderts gegründete Neu Berzdorf fiel an Niederberzdorf.
In den 1930er Jahren hatte Berzdorf 11 tschechische und 469 deutsche Bewohner; letztere wurden nach dem Zweiten Weltkrieg vertrieben. Ende 1949 wurden Ober- und Niederberzdorf wieder vereinigt. Am 1. Mai 1980 wurde Pertoltice Teil von Habartice, aber schon am 1. Januar 1991 erhielt es wieder eine eigenständige Verwaltung.

## Gemeindegliederung
Pertoltice besteht aus den Ortsteilen Dolní Pertoltice (Niederberzdorf) und Horní Pertoltice (Oberberzdorf), die zugleich auch Katastralbezirke bilden. Zum Ortsteil Dolní Pertoltice gehört die Ansiedlung Nové Pertoltice (Neu Berzdorf).

## Persönlichkeiten
- Georg Ernst von Borau genannt Kessel (1645–1703), Herr auf Bobersen sowie General-Haus- und Land-Zeugmeister, Oberst der Artillerie sowie Oberinspekteur aller Fortifikationen und Militärgebäude als auch Oberkommandant der Festung Sonnenstein